# Dschubbe

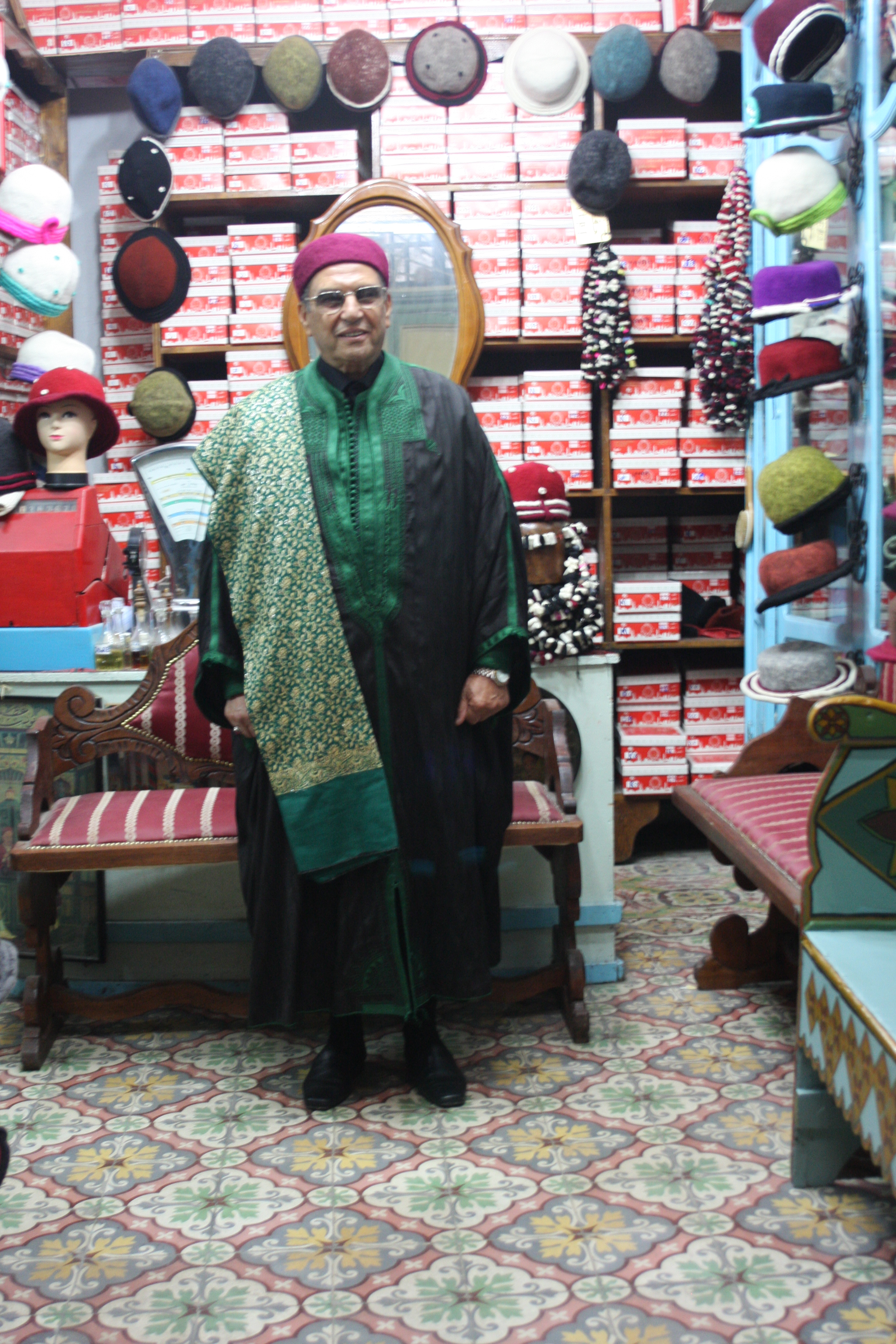
Die Dschubbe im heutigen Tunesien

Die Dschubbe, Djubbeh oder auch Gibbeh ist das aus Tuch oder Wollstoff angefertigte Obergewand traditionell gekleideter arabischer Männer. Sie ist dem Kaftan ähnlich, wird jedoch aufwändiger hergestellt. Der Name und der Schnitt der im 15. und 16. Jahrhundert bei wohlhabenden Europäern beliebten Schaube ist von der Dschubbe abgeleitet.
Die Dschubbe wird vorne offen getragen, hat enge, nicht ganz an das Handgelenk reichende Ärmel, aus denen die Ärmel des Unterkleides Entari herausragen. Zuweilen wird die Kleidung oben mit einem Knopf geschlossen, jedoch ohne Gürtel getragen. Sie reicht bis zu den Knöcheln herab. Ältere Schnitte haben einen kegelförmig auslaufenden Unterrand. In Syrien war die Dschubbe ein bis auf die Füße herabreichender europäischer Mantel mit weiten Ärmeln.

## Etymologie
Das arabische Wort ǧubba mit der Bedeutung ‚langes Kleidungsstück aus Wolle, Unterkleid‘ gilt als Ursprung von Bezeichnungen für ähnliche Kleidungsstücke in verschiedenen europäischen Sprachen, wie zum Beispiel Joppe (dt.), Tschoope (gsw), jupe (fr.), giubba (ital.).